# Antonow A-2
Die Antonow A-2 waren eine Familie zweisitziger Schulgleiter, die in den 1930er und 1940er Jahren in der Sowjetunion hergestellt wurden und alle von der einsitzigen Antonow-A-1-Familie abgeleitet waren. Sie wurden in großen Stückzahlen produziert, wobei bis 1937 mindestens 2300 Exemplare gebaut wurden, und zusammen mit den Einsitzern überstieg die Produktion im selben Jahr 7600 Stück. Konstruiert wurde das Flugzeug von Oleg Konstantinowitsch Antonow.

## Konstruktion
Wie die A-1 war auch die A-2 ein als Hochdecker ausgelegter, einfach aufgebauter Eindecker mit einem konventionellen Leitwerk, das auf einem Ausleger montiert war, und einer abgestrebten Tragfläche, die durch einen Baldachin und seitliche Verstrebungen mit dem Rumpf verbunden war. Während die einsitzigen Schulgleiter A-1 über die gesamte Tragflächenspannweite ein identisches Flügelprofil hatten, verjüngte sich der Flügel der A-2 zum Ende zu. Die A-2-Tragfläche basierte auf der Segelflugversion der einsitzigen Familie (P-s1 und P-s2). Die Einsitzer besaßen eine aerodynamische Verkleidung, die sich auf- und abschieben ließ, um den Zugang zum Pilotensitz zu ermöglichen. Die Doppelsitzer hingegen hatten eine fest installierte Cockpitgondel, in der Pilot und Fluglehrer in zwei offenen Cockpits mit jeweils einer kleinen Windschutzscheibe saßen. Das hintere Cockpit befand sich direkt unter der Tragfläche und war über eine Tür an der Backbordseite der Gondel zugänglich. Abgesehen von der veränderten Gondel blieben alle anderen Komponenten mit denen der P-s2 austauschbar.

## Technische Daten
| Kenngröße             | Daten                  |
| --------------------- | ---------------------- |
| Besatzung             | 2 (Pilot + Fluglehrer) |
| Länge                 | 5,80 m                 |
| Spannweite            | 13,80 m                |
| Höhe                  | 1,7 m                  |
| Flügelfläche          | 17,1 m²                |
| Flügelstreckung       | 11,1                   |
| Leermasse             | 120 kg                 |
| Startmasse            | 264 kg                 |
| Höchstgeschwindigkeit | 70 km/h                |